# Національна бібліотека Аргентини
Національна бібліотека Аргентинської Республіки (ісп. Biblioteca Nacional de la República Argentina), також знана як Національна бібліотека імені Мар'яно Морено (ісп. Biblioteca Nacional Mariano Moreno) — найбільша бібліотека Аргентини та одна з найважливіших в Латинській Америці. Розташована в районі Реколета в Буенос-Айресі.
Будівля Національної бібліотеки була спроєктована у 1961 році Клоріндо Тестою, Франсіско Бульріком та Алісією Кассанігою.